# Mecistocephalus waipaheenas
Mecistocephalus waipaheenas är en mångfotingart som först beskrevs av Chamberlin 1953.  Mecistocephalus waipaheenas ingår i släktet Mecistocephalus och familjen storhuvudjordkrypare. Inga underarter finns listade i Catalogue of Life.